# Ramón Álvarez Palomo
Ramón Álvarez Palomo (Gijón, 7 de marzo de 1913 - 14 de noviembre de 2003) fue un anarcosindicalista asturiano y una de las figuras claves de la Revolución de Asturias de 1934 y de la constitución de la CGT.

## Biografía
Miembro de una familia de cinco hermanos, su padre militaba en la Confederación Nacional del Trabajo (CNT). Comenzó a trabajar a los 12 años como panadero tras formarse en la escuela racionalista de Eleuterio Quintanilla. En 1928 ingresó en la CNT, donde hizo amistad con Segundo Blanco y Avelino González Mallada. En 1933, con veinte años fue elegido secretario de la sección de panaderos de Gijón y en julio de ese mismo año secretario general de la CNT de Asturias, León y Palencia. 
Fue uno de los dirigentes asturianos de la insurrección anarquista de enero de 1933 y fue encerrado en la cárcel, donde hizo amistad con Buenaventura Durruti, Cipriano Mera y Isaac Puente. Amnistiado con Alejandro Lerroux en abril de 1934, participó activamente en la Revolución de Asturias de 1934 llegando a ser secretario del Comité Revolucionario de Gijón. Cuando la revuelta fue aplastada huyó por las montañas hasta que en marzo de 1935 consigue llegar a Francia, donde permaneció hasta ser amnistiado tras la victoria del Frente Popular en las elecciones generales de 1936.
Al producirse el golpe de Estado del 18 de julio de 1936 fue miembro del Comité de Guerra de Gijón, y consejero de pesca y representante de la Federación Anarquista Ibérica en el Consejo Soberano de Asturias y León. Tras la caída de Asturias en manos de las tropas sublevadas en 1937 huyó a Cataluña, donde fue secretario de Segundo Blanco cuando fue nombrado ministro de Instrucción Pública en el primer gobierno de Negrín.
Al terminar la guerra civil huyó a Francia y se estableció en París, donde al poco tiempo murió su primera esposa, Carmen Cadavieco. Cuando las tropas de la Wehrmacht ocuparon París en 1940 huyó hacia Orleans y de ahí a Chartres, donde en 1942 logra reunir unos 500 militantes de la CNT exiliados y mantiene contactos con la Resistencia francesa.
En 1945 participa en el Congreso de la CNT de Toulouse, donde reestructura el Comité Regional de Asturias de la CNT. Asimismo encabeza el sector posibilista o colaboracionista (partidario de colaborar con los gobiernos de la Segunda República Española en el exilio) ante el sector encabezado por Germinal Esgleas Jaume y Federica Montseny. Finalmente se consumó la escisión y será Secretario General de la CNT del sector escindido hasta el I Pleno de Regionales celebrado en Toulouse en diciembre de 1947. En 1949 se traslada a París.

### Regreso a Asturias
Regresó a Asturias por primera vez en 1972 y, de forma definitiva, en 1976. A finales de los años 1960 fundó junto con líderes de la UGT el Fondo Unificado de Solidaridad Obrera para ayudar a los obreros encarcelados o despedidos. Una vez devuelto participó en los diferentes congresos de la CNT y en febrero de 1980 fue elegido secretario regional de Asturias de la CNT, cargo en el que estuvo hasta el 14 de junio de ese mismo año pues ya estaba provocando la escisión de la CNT asturiana tras el V congreso. Dirigió también la revista Acción Libertaria ya como órgano de los escindidos de la CNT que posteriormente constituirían la CGT desde 1980 hasta 1994.
Durante el V congreso del sindicato defendió la participación de la CNT en la negociación colectiva y las elecciones sindicales en los comités de empresa, oponiéndose a dirigentes nacionales como José Luis García Rúa.
Estas discrepancias le llevaron a romper con la CNT y aproximarse a la Confederación General del Trabajo de España (CGT), de la que fue uno de los fundadores en 1989.
| Predecesor: Germinal Esgleas Jaume | Secretario General de la CNT 1945-1947 | Sucesor: Josep Juan i Domènech |

## Obras
- Viejo y nuevo. Ideas y realidades en la Historia México, (1967)
- Eleuterio Quintanilla (vida y obra del maestro) (1973)
- Avelino González Mallada, alcalde anarquista (1986)
- José María Martínez. Símbolo ejemplar del obrerismo militante (1990)
- Historia negra de una crisis libertaria (1982)
- Rebelión militar y revolución en Asturias. Un protagonista libertario. (1995)